# Xã Tompkins, Quận Warren, Illinois
Xã Tompkins (tiếng Anh: Tompkins Township) là một xã thuộc quận Warren, tiểu bang Illinois, Hoa Kỳ. Năm 2010, dân số của xã này là 918 người.